# 福州市政委员会
福州市政委員會（舊字形：福州󠄁市政󠄁委員會󠄁，閩拼：huk21-ziu55-ci53-zing55-ui33-nguong53-hui242、日语：／ fukushū shisei iinkai），又称福州市筹备委員會、福州市政筹备委員會，是福州第二次日治時期的最高行政機關，存在於1944年12月8日—1945年5月18日（161天）。首長為委員長，下设民科、财科、建科、教科和警察局，主管人选均由日本军部選定。

## 简介
大日本帝國第二次佔領福州後。1944年12月8日，福州市政委员会（又称福州市筹备委员会、福州市政筹备委员会）正式設立，王之纲任委员长，陈宏等9人任委员，吴大庄任命為主任秘书、林思尚任命為民政科长、林忠任命為警察局长、叶勉薪任命為财政局长、郑贞藩任命為水警局局长、任命监粮管理处处长吴南山、副处长王岱年（王之纲之弟）等。另一部分为新加入者，如尤柳门（军统兼税务局长）、吴汉章、萧其燊（萧叔宣之兄，闽侯县长）、徐天胎（军统，任主任秘书）等。又在1945年1月初，长乐县政委员会和连江县政委员会其先後設立。1月20日，闽侯县政委员会設立。5月18日，日军撤出福州，福州光复，福州市政委员会也随之取消。

## 福州市政委員會組織架構
- 福州市政委員會
  - 閩侯縣政委員會
  - 連江縣政委員會
  - 長樂縣政委員會
  - 福清縣政委員會

- 福州市政委員會所屬官署（主要）
  - 民科
  - 財科
  - 建科
  - 教科
  - 警察局
  - 福州盐粮管理处
  - 福州总商會

- 福州市政委員會外圍組織
  - 福州救火联合会
  - 福州青年联合会
  - 新东南日报